# Ravensara pervillei
Ravensara pervillei är en lagerväxtart som först beskrevs av Henri Ernest Baillon, och fick sitt nu gällande namn av André Joseph Guillaume Henri Kostermans. Ravensara pervillei ingår i släktet Ravensara och familjen lagerväxter. Inga underarter finns listade i Catalogue of Life.